# Rashōmon (pièce de théâtre)
Pour l’article homonyme, voir Rashōmon.
Rashōmon (羅生門) est une pièce du théâtre nô de Kanze Kojiro Nobumitsu (c.1420),.

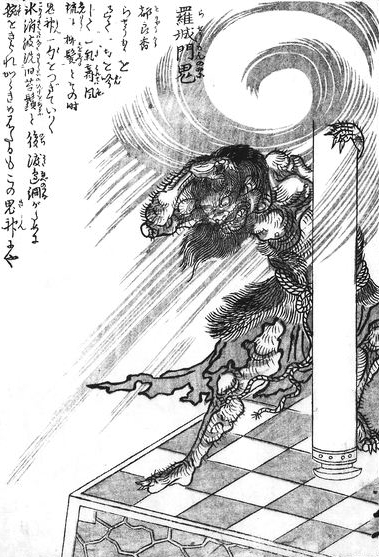
Le démon sur la porte rajōmon, dessin de Toriyama Sekien.

Le titre fait référence à la porte extérieure rajōmon des châteaux mais Kanze le change en utilisant le kanji shō pour « vie » plutôt que le kanji original jō pour « château »,. Il s'agit d'une des rares pièces du répertoire nô où le rôle principal waki (脇) domine l'action plutôt que le shite (仕手) habituel. C'est aussi une pièce qui suit les caractères d'un endroit à l'autre. Le premier acte a lieu dans le hall à manger d'un général mais dans l'acte 2, Tsuna, le personnage du waki, monte sur la porte Rasho pour déterminer la vérité d'une histoire qui veut qu'un démon réside en haut de la porte.

## Source de la traduction
- (en) Cet article est partiellement ou en totalité issu de l’article de Wikipédia en anglais intitulé « Rashōmon (Noh play) » (voir la liste des auteurs).